# Wilhelm Riehm (Ingenieur)
Wilhelm Riehm (* 12. Juli 1885 in Neustadt an der Haardt; † 25. Mai 1934 in Augsburg) war ein deutscher Maschinenbauingenieur und Experte für Dieselmotoren.

## Leben
Wilhelm Riehm besuchte zunächst die Realschule in Neustadt an der Haardt, danach die Industrieschule in Kaiserslautern. Im Anschluss studierte er Maschinenbau an den Technischen Hochschulen in Hannover und München. Sein Studium beendete er 1907 mit Auszeichnung. Vom Oktober 1907 bis März 1909 arbeitete Riehm als Konstrukteur auf der Vulkan-Werft in Stettin. Vom April 1909 bis Januar 1913 war er wissenschaftlicher Mitarbeiter an der Technischen Hochschule Dresden bei Richard Mollier. Am 1. Februar 1913 begann er seine Tätigkeit für M.A.N. in Augsburg. Dort blieb er bis zu seinem Tod. Während des Ersten Weltkriegs war sein Arbeitsschwerpunkt Dieselmotoren für Unterseeboote. Später optimierte er den Betrieb von Dieselmotoren und experimentierte mit der Direkteinspritzung. Er war an mehreren Patenten im Bereich der Dieselmotoren beteiligt.
Wilhelm Riehm starb im Mai 1934 nach kurzer schwerer Krankheit. Er gehörte dem Verein Deutscher Ingenieure (VDI) 25 Jahre bis zu seinem Tod an. 21 Jahre lang war er Mitglied des Augsburger Bezirksvereins des VDI.